# كوله
كوله أو مرده نيك سابقًا (بالكردية: Mêrdînik) (بالتركية: Göle) (بالتركية العثمانية: كوله، مرده نيك) هي مدينة ومقر مديرية كوله في محافظة أردهان. بلغ عدد سكانها 5775 نسمة في عام 2021.

## التاريخ
كانت مدينة كوله في القرن السادس عشر تتبع إمارة جورجية حتى ضمتها الدولة العثمانية في عام 1732 إلى إيالة چلدر وأصبحت لاحقًا تتبع إيالة أرضروم من عام 1830 إلى أن ضمتها الإمبراطورية الروسية في عام 1878 ومن ثم حكمتها الدولة العثمانية مرة أخرى لفترة وجيزة بموجب معاهدة برست ليتوفسك حيث انسحبت منها في عام 1919 وأصبحت المدينة تحت السيطرة الأرمنية حتى أواخر عام 1920. احتلت جمهورية جورجيا الديمقراطية المدينة خلال الحرب التركية الأرمنية وفي عام 1921 ضمتها تركيا بموجب معاهدة قارص.